# Giusto Pio
Giusto Pio (Castelfranco Veneto, 11 de enero de 1926 – 12 de febrero de 2017) fue un director de orquesta, compositor y violinista italiano.

## Biografía
Pio estudió música en Venecia y empezó como violinista en la orquesta de la RAI de Milán. A finales de los 70 y principios de los 80, se volvió muy popular como colaborador del cantautor Franco Battiato, que a principio lo contrató como profesor de violín. A partir de ahí, trabajó como productor y músico en diferentes álbums de éxito de Battiato (como L'era del cinghiale bianco y La voce del padrone), Pio también colaboró con él en producir a otros cantantes como Milva, Alice y Giuni Russo.
En 1984 Pio, Battiato y, como letrista, el compositor Rosario Cosentino participaron en el Festival de Eurovisión con la canción "I treni di Tozeur" (interpretada por Battiato y Alice y Pio dirigiendo la orquesta) y que acabó en el quinto puesto y que fue un gran éxito en toda Europa. Pio también grabó con la colaboración de Battiato los LP instrumentales titulados Legione straniera (1982) y Restoration (1983).

## Discografía
- Motore immobile (1978)
- Legione straniera (1982)
- Restoration (1983)
- Note (1987)
- Alla corte di Nefertiti (1988)
- Attraverso i cieli  (1990)
- Utopie (1990)
- Missa populi (1995)
- Le vie dell'oro (2000)